# Hugh Howey
Hugh C. Howey (ur. 23 czerwca 1975 w Charlotte) – amerykański pisarz literatury fantastycznej, najlepiej znany z serii Silos, której części publikował samodzielnie za pośrednictwem Kindle Direct Publishing. Wychował się w Monroe, a przed opublikowaniem swoich książek pracował między innymi w księgarni oraz pełnił rolę kapitana jachtu i dekarza. 

## Życie prywatne
W połowie 2015 przeprowadził się z Florydy do St Francis Bay w Prowincji Przylądkowej Wschodniej.  Tam zlecił budowę katamaranu żaglowego, na którym planował mieszkać i żeglować po świecie, wciąż pisząc. 

## Wybrana twórczość

### Powieści i dłuższe opowiadania
- Half Way Home (2010)
- The Hurricane (2011)
- I, Zombie (2012)
- The Shell Collector (2014)

#### The Bern Saga
1. Molly Fyde and the Parsona Rescue (2009)
2. Molly Fyde and the Land of Light (2010)
3. Molly Fyde and the Blood of Billions (2010)
4. Molly Fyde and the Fight for Peace (2010)
5. Molly Fyde and the Darkness Deep (zapowiedź)

#### Sand Series
1. The Belt of the Buried Gods (2013)
2. Out of No Man's Land (2013)
3. Return to Danvar (2013)
4. Thunder Due East (2013)
5. A Rap Upon Heaven's Gate (2014)

#### Trylogia Silos
1. Silos (ang. Wool, 2011, wydanie polskie w 2013)
2. Wool: Proper Gauge (2011)
3. Wool: Casting Off (2011)
4. Wool: The Unraveling (2011)
5. Wool: The Stranded (2012)
6. First Shift: Legacy (2012)
7. Second Shift: Order (2012)
8. Third Shift: Pact (2013)
9. Zmiana (ang. Shift, 2013, wydanie polskie w 2013)
10. Pył (ang. Dust, 2013, polskie wydanie w 2015)

#### Opowiadania powiązane zTrylogią Silos
Opowiadania są częścią zbioru The Apocalypse Triptych.
1. In the Air from The End is Nigh (2014)
2. In the Mountains from The End is Now (2014)
3. In the Woods from The End Has Come (2015)

#### Beacon 23 Series
1. Beacon 23: Part One: Little Noises (2015)
2. Beacon 23: Part Two: Pet Rocks (2015)
3. Beacon 23: Part Three: Bounty (2015)
4. Beacon 23: Part Four: Company (2015)
5. Beacon 23: Part Five: Visitor (2015)

### Opowiadania
- The Plagiarist (2011)
- The Walk Up Nameless Ridge (2012)
- Promises of London (2014)
- Glitch (2014)
- Second Suicide (2014)
- The Box (2015)
- Machine Learning (2017)

### Książki dla dzieci
- Misty: The Proud Cloud (2014), z ilustracjami Nidhi Chanani[5]